# Каменица (Пирин)
Вижте пояснителната страница за други значения на Каменица.
Връх Каменица е петият по височина връх в Пирин, висок 2822 м. Той е най-висок на Каменишкото странично било, разположен между Малка Каменица на север и Яловарника на юг. От него на запад се отделя късо било, завършващо със скални откоси, известни с името Каменишка кукла. Малко по на юг се отделя и дългият Беговишки рид, който разделя долините на реките Беговица и Мозговица. Именно с Каменишка кукла връх Каменица придобива характерния си и много популярен вид, гледан от Тевното езеро. От север той е скалист и широк с отчетливо остър връх, а под скалите има голямо поле от морени. Това е причината да носи името Каменица. По северната му стена има катерачен тур от категория II „б“. От юг е каменист, но по-полегат и не толкова внушителен. До него може да се стигне от заслон Тевно езеро, хижите Беговица и Пирин. През него не минават туристически маршрути, но който го изкачи, няма да съжалява, тъй като от върха му се открива забележителна панорама.